# Belgium az 1960. évi nyári olimpiai játékokon
Belgium az olaszországi Rómában megrendezett 1960. évi nyári olimpiai játékok egyik részt vevő nemzete volt. Az országot az olimpián 16 sportágban 101 sportoló képviselte, akik összesen 4 érmet szereztek.

## Érmesek
| Érem  | Versenyző            | Sportág      | Versenyszám         |
| ----- | -------------------- | ------------ | ------------------- |
| Ezüst | Roger Moens          | Atlétika     | Férfi 800 m         |
| Ezüst | Leo Sterckx          | Kerékpározás | Férfi egyéni sprint |
| Bronz | Willy Vanden Berghen | Kerékpározás | Férfi mezőnyverseny |
| Bronz | André Nelis          | Vitorlázás   | Finn dingi          |

## Atlétika
Férfi
| Versenyző                                                         | Versenyszám     | Előfutam | Előfutam | Negyeddöntő     | Negyeddöntő     | Elődöntő | Elődöntő | Döntő         | Döntő         |
| Versenyző                                                         | Versenyszám     | Idő      | Hely.    | Idő             | Hely.           | Idő      | Hely.    | Idő           | Helyezés      |
| ----------------------------------------------------------------- | --------------- | -------- | -------- | --------------- | --------------- | -------- | -------- | ------------- | ------------- |
| Romain Poté                                                       | 100 m           | 11,0     | 5.       | kiesett         | kiesett         | kiesett  | kiesett  | kiesett       | kiesett       |
| Romain Poté                                                       | 200 m           | 22,1     | 4.       | kiesett         | kiesett         | kiesett  | kiesett  | kiesett       | kiesett       |
| Jean-Pierre Barra                                                 | 200 m           | 22,3     | 4.       | kiesett         | kiesett         | kiesett  | kiesett  | kiesett       | kiesett       |
| Marcel Lambrechts                                                 | 400 m gát       | 53,5     | 5.       |                 | kiesett         | kiesett  | kiesett  | kiesett       |               |
| Marcel Lambrechts                                                 | 400 m           | 49,5     | 5.       | kiesett         | kiesett         | kiesett  | kiesett  | kiesett       | kiesett       |
| Lodewijk De Clerck                                                | 400 m           | 47,9     | 3.       | 48,4            | 7.              | kiesett  | kiesett  | kiesett       | kiesett       |
| Jozef Lambrechts                                                  | 800 m           | 1:49,1   | 3.       | nem ált rajthoz | nem ált rajthoz | kiesett  | kiesett  | kiesett       | kiesett       |
| Roger Moens                                                       | 800 m           | 1:50,6   | 1.       | 1:48,5          | 1.              | 1:47,4   | 2.       | 1:46,5        |               |
| Eugène Allonsius                                                  | 5000 m          | 14:36,8  | 6.       |                 |                 |          |          | kiesett       | kiesett       |
| Hedwig Leenaert                                                   | 5000 m          | 14:24,6  | 6.       |                 |                 |          |          | kiesett       | kiesett       |
| Gaston Roelants                                                   | 3000 m akadály  | 8:49,4   | 3.       |                 |                 |          |          | 8:47,6        | 4.            |
| Aurèle Vandendriessche                                            | Maraton         |          |          |                 |                 |          |          | nem ért célba | nem ért célba |
| Marcel Lambrechts Jozef Lambrechts Lodewijk De Clerck Roger Moens | 4 × 400 m váltó | 3:15,1   | 4.       |                 | kiesett         | kiesett  | kiesett  | kiesett       |               |

| Versenyző         | Versenyszám | Selejtező | Selejtező | Döntő    | Döntő    |
| Versenyző         | Versenyszám | Eredmény  | Helyezés  | Eredmény | Helyezés |
| ----------------- | ----------- | --------- | --------- | -------- | -------- |
| Raymond Van Dijck | Rúdugrás    | 400 cm    | =23.      | kiesett  | kiesett  |
| Romain Poté       | Távolugrás  | 692 cm    | 38.       | kiesett  | kiesett  |

| Versenyző      | Versenyszám | 100 m | 100 m | Távolugrás | Távolugrás | Súlylökés | Súlylökés | Magasugrás | Magasugrás | 400 m | 400 m | 110 m gát | 110 m gát | Diszkoszvetés | Diszkoszvetés | Rúdugrás | Rúdugrás | Gerelyhajítás | Gerelyhajítás | 1500 m | 1500 m | Végeredmény | Végeredmény |
| Versenyző      | Versenyszám | Idő   | Pont  | Eredmény   | Pont       | Eredmény  | Pont      | Eredmény   | Pont       | Idő   | Pont  | Idő       | Pont      | Eredmény      | Pont          | Eredmény | Pont     | Eredmény      | Pont          | Idő    | Pont   | Pont        | Helyezés    |
| -------------- | ----------- | ----- | ----- | ---------- | ---------- | --------- | --------- | ---------- | ---------- | ----- | ----- | --------- | --------- | ------------- | ------------- | -------- | -------- | ------------- | ------------- | ------ | ------ | ----------- | ----------- |
| Léopold Marien | Tízpróba    | 11,5  | 737   | 662 cm     | 672        | 11,44 m   | 535       | 175 cm     | 711        | 50,5  | 807   | 15,5      | 694       | 34,28 m       | 477           | 330 cm   | 438      | 44,71 m       | 434           | 4:40,0 | 414    | 5919        | 18.         |

## Birkózás
Kötöttfogású
| Versenyző       | Versenyszám | 1. forduló                    | 1. forduló | 1. forduló | 2. forduló                       | 2. forduló | 2. forduló | 3. forduló                    | 3. forduló | 3. forduló | 4. forduló        | 4. forduló | 4. forduló | 5. forduló        | 5. forduló | 5. forduló | 6. forduló        | 6. forduló | 6. forduló | Döntő             | Döntő   | Döntő   | Helyezés |
| Versenyző       | Versenyszám | Ellenfél Eredmény             | Pont       | Hely.      | Ellenfél Eredmény                | Pont       | Hely.      | Ellenfél Eredmény             | Pont       | Hely.      | Ellenfél Eredmény | Pont       | Hely.      | Ellenfél Eredmény | Pont       | Hely.      | Ellenfél Eredmény | Pont       | Hely.      | Ellenfél Eredmény | Pont    | Hely.   | Helyezés |
| --------------- | ----------- | ----------------------------- | ---------- | ---------- | -------------------------------- | ---------- | ---------- | ----------------------------- | ---------- | ---------- | ----------------- | ---------- | ---------- | ----------------- | ---------- | ---------- | ----------------- | ---------- | ---------- | ----------------- | ------- | ------- | -------- |
| Maurice Mewis   | 52 kg       | Mohammad Paziraei (IRI) · 3-1 | 3          | =12.       | Heikki Hakola (FIN) · kétvállas  | 3          | =7.        | Ignazio Fabra (ITA) · 3-1     | 6          | =10.       | kiesett           | kiesett    | kiesett    |                   |            |            |                   |            |            | kiesett           | kiesett | kiesett | 10.      |
| Aimé Verhoeven  | 57 kg       | Stipan Dora (YUG) · 3-1       | 3          | =16.       | Oleg Karavajev (URS) · kétvállas | 7          | =23.       | kiesett                       | kiesett    | kiesett    | kiesett           | kiesett    | kiesett    | kiesett           | kiesett    | kiesett    |                   |            |            | kiesett           | kiesett | kiesett | 23.      |
| Karel Oomen     | 73 kg       | Sachihiko Takeda (JPN) · 3-1  | 3          | =16.       | Valeriu Bularcă (ROU) · 3-1      | 6          | =20.       | kiesett                       | kiesett    | kiesett    | kiesett           | kiesett    | kiesett    | kiesett           | kiesett    | kiesett    | kiesett           | kiesett    | kiesett    | kiesett           | kiesett | kiesett | 20.      |
| Albert Michiels | 79 kg       | Gurics György (HUN) · 3-1     | 3          | =16.       | Noboru Aomi (JPN) · 1-3          | 4          | =12.       | Nikolay Chuchalov (URS) · 3-1 | 7          | =12.       | kiesett           | kiesett    | kiesett    | kiesett           | kiesett    | kiesett    | kiesett           | kiesett    | kiesett    | kiesett           | kiesett | kiesett | 12.      |

Szabadfogású
| Versenyző    | Versenyszám | 1. forduló                     | 1. forduló | 1. forduló | 2. forduló                  | 2. forduló | 2. forduló | 3. forduló                     | 3. forduló | 3. forduló | 4. forduló                     | 4. forduló | 4. forduló | 5. forduló                        | 5. forduló | 5. forduló | 6. forduló        | 6. forduló | 6. forduló | Döntő             | Döntő   | Döntő   | Helyezés |
| Versenyző    | Versenyszám | Ellenfél Eredmény              | Pont       | Hely.      | Ellenfél Eredmény           | Pont       | Hely.      | Ellenfél Eredmény              | Pont       | Hely.      | Ellenfél Eredmény              | Pont       | Hely.      | Ellenfél Eredmény                 | Pont       | Hely.      | Ellenfél Eredmény | Pont       | Hely.      | Ellenfél Eredmény | Pont    | Hely.   | Helyezés |
| ------------ | ----------- | ------------------------------ | ---------- | ---------- | --------------------------- | ---------- | ---------- | ------------------------------ | ---------- | ---------- | ------------------------------ | ---------- | ---------- | --------------------------------- | ---------- | ---------- | ----------------- | ---------- | ---------- | ----------------- | ------- | ------- | -------- |
| Joseph Mewis | 62 kg       | Sunder Shiam (IND) · kétvállas | 0          | =1.        | Georges Ballery (FRA) · 1-3 | 1          | =3.        | Johann Marte (AUT) · kétvállas | 1          | =2.        | Mustafa Dağıstanlı (TUR) · 3-1 | 4          | 5.         | Sztancso Ivanov (BUL) · kétvállas | 8          | 5.         | kiesett           | kiesett    | kiesett    | kiesett           | kiesett | kiesett | 5.       |

## Evezés
| Versenyző                                                | Versenyszám      | Előfutam | Előfutam | Vigaszág | Vigaszág | Döntő   | Döntő   | Helyezés    |
| Versenyző                                                | Versenyszám      | Idő      | Hely.    | Idő      | Hely.    | Idő     | Hely.   | Helyezés    |
| -------------------------------------------------------- | ---------------- | -------- | -------- | -------- | -------- | ------- | ------- | ----------- |
| Gérard Higny Jean-Marie Lemaire                          | Kétpárevezős     | 6:55,31  | 2.       | 6:49,04  | 1.       | 6:56,40 | 6.      | 6.          |
| Roland Bollenberg Edgard Luca Étienne Pollet (kormányos) | Kormányos kettes | 8:14,40  | 6.       | 8:18,29  | 5.       | kiesett | kiesett | helyezetlen |

## Gyeplabda
| Belga férfi gyeplabdacsapat-játékoskeret | Belga férfi gyeplabdacsapat-játékoskeret |
| --- | --- |
| - Yves Bernaert - André Carbonnelle - Eddy Carbonnelle - Guy Debbaudt - Pierre Delbecque - Jean Dubois - Roger Goossens - Guy Huyghens - Franz Lorette | - Robert Lycke - Jean-Pierre Marionex - André Muschs - Michel Muschs - Freddy Rens - Jacques Rémy - Jean-Louis Roersch - Jacques Vanderstappen |

### Eredmények
| Színmagyarázat                                                                                           |
| --- |
| A csoportok első két helyezettje bejutott a negyeddöntőbe.                                               |
| A csoportok harmadik helyezettjei a 9–12. helyért, a negyedik helyezettjei a 13–16. helyért játszhattak. |

Csoportkör
D csoport
| Csapat               | M | Gy | D | V | G+ | G– | Gk | P |
| -------------------- | - | -- | - | - | -- | -- | -- | - |
| Spanyolország (ESP)  | 3 | 2  | 1 | 0 | 8  | 2  | +6 | 5 |
| Nagy-Britannia (GBR) | 3 | 1  | 2 | 0 | 4  | 1  | +3 | 4 |
| Belgium (BEL)        | 3 | 1  | 1 | 1 | 6  | 6  | 0  | 3 |
| Svájc (SUI)          | 3 | 0  | 0 | 3 | 3  | 12 | –9 | 0 |

| 1960. augusztus 27. 10:00 | Belgium (BEL)                              | 4 – 2   | Svájc (SUI)               | Stadio dei Marmi Játékvezetők: MacDowell (AUS), Glichitch (FRA) |
| 1960. augusztus 27. 10:00 | Remy 24' · M. Muschs 45' · Dubois 55', 65' | (1 – 1) | Von Arx 30' · Zanetti 59' | Stadio dei Marmi Játékvezetők: MacDowell (AUS), Glichitch (FRA) |

| 1960. augusztus 30. 15:00 | Belgium (BEL) | 1 – 1   | Nagy-Britannia (GBR) | Stadio dei Marmi Játékvezetők: Elgershuizen (NED), Van Ballgoijen de Jong (NED) |
| 1960. augusztus 30. 15:00 | Debbaudt 34'  | (0 – 1) | Hindle 12'           | Stadio dei Marmi Játékvezetők: Elgershuizen (NED), Van Ballgoijen de Jong (NED) |

| 1960. szeptember 2. 15:00 | Spanyolország (ESP)                        | 3 – 1   | Belgium (BEL) | Olympic Velodrome Játékvezetők: G. Singh (IND), Ghosh (IND) |
| 1960. szeptember 2. 15:00 | Macaya 23' · E. Dualde 24' · J. Dualde 61' | (2 – 0) | Remy 50'      | Olympic Velodrome Játékvezetők: G. Singh (IND), Ghosh (IND) |

A 9–12. helyért
| 1960. szeptember 6. 15:00 | Franciaország (FRA) | 1 – 0   | Belgium (BEL) | Campo Tre Fontane Játékvezetők: Burgess (GBR), Harasta (AUT) |
| 1960. szeptember 6. 15:00 | Mauchien 22'        | (1 – 0) |               | Campo Tre Fontane Játékvezetők: Burgess (GBR), Harasta (AUT) |

| 1960. szeptember 10. 10:00 | Hollandia (NED)     | 2 – 1   | Belgium (BEL) | Olympic Velodrome Játékvezetők: Burgess (GBR), MacIldowie (RSA) |
| 1960. szeptember 10. 10:00 | Wim de Beer 51' 62' | (0 – 0) | A. Muschs 66' | Olympic Velodrome Játékvezetők: Burgess (GBR), MacIldowie (RSA) |

| Csapat              | M | Gy | D | V | G+ | G– | Gk | P |
| ------------------- | - | -- | - | - | -- | -- | -- | - |
| Hollandia (NED)     | 2 | 2  | 0 | 0 | 4  | 1  | +3 | 4 |
| Franciaország (FRA) | 2 | 1  | 0 | 1 | 1  | 2  | –1 | 2 |
| Belgium (BEL)       | 2 | 0  | 0 | 2 | 1  | 3  | –2 | 0 |

| Csapat        | Helyezés |
| ------------- | -------- |
| Belgium (BEL) | 11.      |

## Kajak-kenu
Férfi
| Versenyző                                                         | Versenyszám           | Előfutam | Előfutam | Vigaszág | Vigaszág | Elődöntő | Elődöntő | Döntő   | Döntő    |
| Versenyző                                                         | Versenyszám           | Idő      | Hely.    | Idő      | Hely.    | Idő      | Hely.    | Idő     | Helyezés |
| ----------------------------------------------------------------- | --------------------- | -------- | -------- | -------- | -------- | -------- | -------- | ------- | -------- |
| Robert De Waele                                                   | Kajak egyes 1000 m    | 4:08,60  | 5.       | 4:16,61  | 3.       | 4:12,48  | 6.       | kiesett | kiesett  |
| Henri Verbrugghe Germaan Van De Moere                             | Kajak kettes 1000 m   | 3:46,42  | 4.       | 3:49,34  | 1.       | 3:48,71  | 4.       | kiesett | kiesett  |
| Henri Verbrugghe Germaan Van De Moere Robert De Waele Yvan Decock | Kajak váltó 4 × 500 m | 8:44,33  | 5.       | 8:11,24  | 3.       | kiesett  | kiesett  | kiesett | kiesett  |

## Kerékpározás

### Országúti kerékpározás
| Versenyző                                                  | Versenyszám     | Idő             | Helyezés      |
| ---------------------------------------------------------- | --------------- | --------------- | ------------- |
| Benoni Beheyt                                              | Mezőnyverseny   | 4:20:57 (+0:20) | 7.            |
| Joseph Geurts                                              | Mezőnyverseny   | nem ért célba   | nem ért célba |
| Robert Lelangue                                            | Mezőnyverseny   | 4:22:02 (+1:25) | 49.           |
| Willy Vanden Berghen                                       | Mezőnyverseny   | 4:20:57 (+0:20) |               |
| Benoni Beheyt Yvan Covent Willy Monty Willy Vanden Berghen | Csapat időfutam | 2:27:11,12      | 18.           |

### Pálya-kerékpározás
Sprintverseny
| Versenyző        | Versenyszám  | 1. forduló                                         | 1. forduló | Vigaszág selejtező                 | Vigaszág selejtező | Vigaszág döntő                                  | Vigaszág döntő | Nyolcaddöntő                                             | Nyolcaddöntő | Vigaszág selejtező                                     | Vigaszág selejtező | Vigaszág döntő       | Vigaszág döntő | Negyeddöntő                    | Elődöntő                                      | Döntő                              | Helyezés    |
| Versenyző        | Versenyszám  | Ellenfelek Győztes idő                             | Hely.      | Ellenfél Győztes idő               | Hely.              | Ellenfelek Győztes idő                          | Hely.          | Ellenfelek Győztes idő                                   | Hely.        | Ellenfelek Győztes idő                                 | Hely.              | Ellenfél Győztes idő | Hely.          | Ellenfél Győztes idő           | Ellenfél Győztes idő                          | Ellenfél Győztes idő               | Helyezés    |
| ---------------- | ------------ | -------------------------------------------------- | ---------- | ---------------------------------- | ------------------ | ----------------------------------------------- | -------------- | -------------------------------------------------------- | ------------ | ------------------------------------------------------ | ------------------ | -------------------- | -------------- | ------------------------------ | --------------------------------------------- | ---------------------------------- | ----------- |
| Gilbert De Rieck | Férfi egyéni | Günter Kaslowski (EUA) · Cenobio Ruiz (MEX) · 12,0 | 2.         | José María Errandonea (ESP) · 12,4 | 1.                 | Arie de Graaf (NED) · Cenobio Ruiz (MEX) · 11,8 | 2.             | Antoine Pellegrina (FRA) · Kurt Rechsteiner (SUI) · 11,6 | 3.           | Kurt Rechsteiner (SUI) · Günter Kaslowski (EUA) · 11,5 | 3.                 | kiesett              | kiesett        | kiesett                        | kiesett                                       | kiesett                            | helyezetlen |
| Leo Sterckx      | Férfi egyéni | Anésio Argenton (BRA) · 11,4                       | 1.         |                                    |                    |                                                 |                | Arie de Graaf (NED) · Mario Vanegas (COL) · 11,3         | 1.           |                                                        |                    |                      |                | Lloyd Binch (GBR) · 11,9, 11,7 | Valentino Gasparella (ITA) · 11,1, 11,3, 11,5 | Sante Gaiardoni (ITA) · 11,1, 11,5 |             |

Időfutam
| Versenyző     | Versenyszám  | Idő     | Helyezés |
| ------------- | ------------ | ------- | -------- |
| Jean Govaerts | Férfi egyéni | 1:10,23 | 7.       |

Üldözőverseny
| Versenyző                                                           | Versenyszám  | Selejtező                                                                                         | Selejtező | Selejtező | Negyeddöntő  | Negyeddöntő | Negyeddöntő | Elődöntő     | Elődöntő  | Elődöntő | Döntő        | Döntő     | Helyezés    |
| Versenyző                                                           | Versenyszám  | Ellenfél Idő                                                                                      | Saját idő | Hely.     | Ellenfél Idő | Saját idő   | Hely.       | Ellenfél Idő | Saját idő | Hely.    | Ellenfél Idő | Saját idő | Helyezés    |
| ------------------------------------------------------------------- | ------------ | ------------------------------------------------------------------------------------------------- | --------- | --------- | ------------ | ----------- | ----------- | ------------ | --------- | -------- | ------------ | --------- | ----------- |
| Romain De Loof Barthélemy Gillard Frans Melckenbeeck Charles Rabaey | Férfi csapat | Uruguay (URU) · Rubén Etchebarne · Rodolfo Rodino · Juan José Timón · Alberto Velázquez · 4:47,83 | 4:49,46   | 2.        | kiesett      | kiesett     | kiesett     | kiesett      | kiesett   | kiesett  | kiesett      | kiesett   | helyezetlen |

## Lovaglás
Díjugratás
| Versenyző            | Ló        | Versenyszám | 1. forduló    | 1. forduló    | 2. forduló | 2. forduló | Összesen    | Összesen    |
| Versenyző            | Ló        | Versenyszám | Pont          | Hely.         | Pont       | Hely.      | Pont        | Helyezés    |
| -------------------- | --------- | ----------- | ------------- | ------------- | ---------- | ---------- | ----------- | ----------- |
| Georges Hernalsteens | Hipparque | Egyéni      | 66,00         | 46.           | 36,00      | 33.        | 102,00      | 34.         |
| Brigitte Schockaert  | Muscadin  | Egyéni      | nem ért célba | nem ért célba | kiesett    | kiesett    | helyezetlen | helyezetlen |

## Ökölvívás
| Versenyző      | Versenyszám  | Selejtező         | 32-es főtábla              | Nyolcaddöntő                         | Negyeddöntő       | Elődöntő          | Döntő             | Helyezés |
| Versenyző      | Versenyszám  | Ellenfél Eredmény | Ellenfél Eredmény          | Ellenfél Eredmény                    | Ellenfél Eredmény | Ellenfél Eredmény | Ellenfél Eredmény | Helyezés |
| -------------- | ------------ | ----------------- | -------------------------- | ------------------------------------ | ----------------- | ----------------- | ----------------- | -------- |
| Jo Horny       | Légsúly      | erőnyerő          | Paolo Curcetti (ITA) · 0-5 | kiesett                              | kiesett           | kiesett           | kiesett           | 17.      |
| Milo Sarens    | Középsúly    |                   | erőnyerő                   | Chang Lo-Pu (ROC) · 1-4              | kiesett           | kiesett           | kiesett           | 9.       |
| Yvon Becaus    | Félnehézsúly |                   | erőnyerő                   | Cassius Clay (USA) · RSC             | kiesett           | kiesett           | kiesett           | 9.       |
| Willy Venneman | Nehézsúly    |                   | erőnyerő                   | Franco De Piccoli (ITA) · leléptetés | kiesett           | kiesett           | kiesett           | 9.       |

## Öttusa
| Versenyző   | Versenyszám | Lovaglás | Lovaglás | Lovaglás | Lovaglás | Vívás    | Vívás | Vívás | Lövészet | Lövészet | Lövészet | Úszás  | Úszás | Úszás | Futás   | Futás | Futás | Összesen    | Összesen |
| Versenyző   | Versenyszám | Idő      | Bünt.    | Pont     | Hely.    | Eredmény | Pont  | Hely. | Pontszám | Pont     | Hely.    | Idő    | Pont  | Hely. | Idő     | Pont  | Hely. | Összes pont | Helyezés |
| ----------- | ----------- | -------- | -------- | -------- | -------- | -------- | ----- | ----- | -------- | -------- | -------- | ------ | ----- | ----- | ------- | ----- | ----- | ----------- | -------- |
| Arsène Pint | Egyéni      | 8:17,2   | 0        | 1129     | 10.      | 18–39    | 425   | 53.   | 160      | 300      | 57.      | 5:27,0 | 565   | 55.   | 15:59,5 | 823   | 44.   | 3242        | 54.      |

## Sportlövészet
Férfi
| Versenyző              | Versenyszám           | Selejtező | Selejtező | Selejtező | Döntő | Döntő    |
| Versenyző              | Versenyszám           | Csoport   | Pont      | Helyezés  | Pont  | Helyezés |
| ---------------------- | --------------------- | --------- | --------- | --------- | ----- | -------- |
| Marcel Lafortune       | Szabadpisztoly        | A         | 343       | 18.       | 525   | 34.      |
| Frans Lafortune        | Sportpuska, összetett | A         | 530       | 27.       | 1099  | 42.      |
| Frans Lafortune        | Sportpuska, fekvő     | B         | 384       | 14.       | 574   | 39.      |
| François Lafortune Sr. | Sportpuska, fekvő     | A         | 383       | 20.       | 555   | 54.      |
| François Lafortune Sr. | Sportpuska, összetett | B         | 543       | 19.       | 1108  | 31.      |

## Súlyemelés
| Versenyző      | Versenyszám | Nyomás   | Nyomás   | Szakítás | Szakítás | Lökés    | Lökés    | Összesen | Helyezés |
| Versenyző      | Versenyszám | Eredmény | Helyezés | Eredmény | Helyezés | Eredmény | Helyezés | Összesen | Helyezés |
| -------------- | ----------- | -------- | -------- | -------- | -------- | -------- | -------- | -------- | -------- |
| Clément Haeyen | 67,5 kg     | 102,5    | =21.     | 97,5     | =20.     | 125,0    | =20.     | 325,0    | 20.      |
| Willy Claes    | 82,5 kg     | 125,0    | =7.      | 112,5    | 18.      | 155,0    | =7.      | 392,5    | 8.       |

## Torna
Férfi
| Versenyző      | Versenyszám      | Selejtező | Selejtező | Döntő    | Döntő    |
| Versenyző      | Versenyszám      | Pontszám  | Helyezés  | Pontszám | Helyezés |
| -------------- | ---------------- | --------- | --------- | -------- | -------- |
| Léopold Desmet | Talaj            | 16,55     | =111.     | kiesett  | kiesett  |
| Léopold Desmet | Ugrás            | 17,40     | =95.      | kiesett  | kiesett  |
| Léopold Desmet | Korlát           | 15,85     | 112.      | kiesett  | kiesett  |
| Léopold Desmet | Nyújtó           | 14,15     | 118.      | kiesett  | kiesett  |
| Léopold Desmet | Gyűrű            | 16,95     | 104.      | kiesett  | kiesett  |
| Léopold Desmet | Lólengés         | 12,40     | 121.      | kiesett  | kiesett  |
| Léopold Desmet | Egyéni összetett |           |           | 93,30    | 117.     |
| René Marteaux  | Talaj            | 16,25     | 117.      | kiesett  | kiesett  |
| René Marteaux  | Ugrás            | 17,60     | =87.      | kiesett  | kiesett  |
| René Marteaux  | Korlát           | 17,65     | =83.      | kiesett  | kiesett  |
| René Marteaux  | Nyújtó           | 15,05     | 115.      | kiesett  | kiesett  |
| René Marteaux  | Gyűrű            | 17,25     | =98.      | kiesett  | kiesett  |
| René Marteaux  | Lólengés         | 15,05     | =110.     | kiesett  | kiesett  |
| René Marteaux  | Egyéni összetett |           |           | 98,85    | 108.     |

Női
| Versenyző           | Versenyszám      | Selejtező | Selejtező | Döntő    | Döntő    |
| Versenyző           | Versenyszám      | Pontszám  | Helyezés  | Pontszám | Helyezés |
| ------------------- | ---------------- | --------- | --------- | -------- | -------- |
| Godelieve Brys      | Talaj            | 16,166    | =102.     | kiesett  | kiesett  |
| Godelieve Brys      | Ugrás            | 16,466    | =85.      | kiesett  | kiesett  |
| Godelieve Brys      | Felemás korlát   | 15,733    | 102.      | kiesett  | kiesett  |
| Godelieve Brys      | Gerenda          | 16,233    | 87.       | kiesett  | kiesett  |
| Godelieve Brys      | Egyéni összetett |           |           | 64,598   | 97.      |
| Veronica Grymonprez | Talaj            | 17,099    | 90.       | kiesett  | kiesett  |
| Veronica Grymonprez | Ugrás            | 15,966    | 98.       | kiesett  | kiesett  |
| Veronica Grymonprez | Felemás korlát   | 16,799    | 96.       | kiesett  | kiesett  |
| Veronica Grymonprez | Gerenda          | 15,699    | 95.       | kiesett  | kiesett  |
| Veronica Grymonprez | Egyéni összetett |           |           | 65,563   | 96.      |
| Rita Van De Velde   | Talaj            | 16,100    | 104.      | kiesett  | kiesett  |
| Rita Van De Velde   | Ugrás            | 15,766    | 104.      | kiesett  | kiesett  |
| Rita Van De Velde   | Felemás korlát   | 16,466    | =98.      | kiesett  | kiesett  |
| Rita Van De Velde   | Gerenda          | 15,766    | 93.       | kiesett  | kiesett  |
| Rita Van De Velde   | Egyéni összetett |           |           | 64,098   | 99.      |

## Úszás
Férfi
| Versenyző        | Versenyszám | Előfutam | Előfutam | Előfutam | Elődöntő | Elődöntő | Elődöntő | Döntő   | Döntő    |
| Versenyző        | Versenyszám | Idő      | Hely.    | Össz.    | Idő      | Hely.    | Össz.    | Idő     | Helyezés |
| ---------------- | ----------- | -------- | -------- | -------- | -------- | -------- | -------- | ------- | -------- |
| Herman Verbauwen | 100 m hát   | 1:05,0   | 5.       | 15.      | 1:06,2   | 8.       | 15.      | kiesett | kiesett  |
| Gilbert Desmit   | 200 m mell  | 2:42,4   | 2.       | 15.*     | 2:41,8   | 6.       | 13.      | kiesett | kiesett  |

| Versenyző      | Versenyszám | Szétúszás az elődöntőért | Szétúszás az elődöntőért |
| Versenyző      | Versenyszám | Idő                      | Helyezés                 |
| -------------- | ----------- | ------------------------ | ------------------------ |
| Gilbert Desmit | 200 m mell  | 2:41,1                   | 2.                       |

Női
| Versenyző       | Versenyszám | Előfutam | Előfutam | Előfutam | Döntő   | Döntő    |
| Versenyző       | Versenyszám | Idő      | Hely.    | Össz.    | Idő     | Helyezés |
| --------------- | ----------- | -------- | -------- | -------- | ------- | -------- |
| Anne Van Parijs | 100 m hát   | 1:20,4   | 7.       | 27.      | kiesett | kiesett  |

* - két másik versenyzővel azonos időt ért el

## Vitorlázás
Nyílt
| Versenyző                      | Versenyszám     | Futam | Futam | Futam | Futam | Futam | Futam | Futam | Pontszám | Helyezés |
| Versenyző                      | Versenyszám     | 1     | 2     | 3     | 4     | 5     | 6     | 7     | Pontszám | Helyezés |
| ------------------------------ | --------------- | ----- | ----- | ----- | ----- | ----- | ----- | ----- | -------- | -------- |
| André Nelis                    | Finn dingi      | 1344  | 1344  | 566   | (265) | 1168  | 469   | 1043  | 5934     |          |
| Jacques De Brouwere André Maes | Repülő hollandi | 337   | (250) | 270   | 314   | 478   | 513   | 388   | 2300     | 21.      |

## Vívás
Férfi
| Versenyző                                                                             | Versenyszám       | Csoportkör | Csoportkör       | Csoportkör | Csoportkör | Csoportkör | Csoportkör       | Csoportkör | Csoportkör | Csoportkör | Csoportkör | Helyezés    |
| Versenyző                                                                             | Versenyszám       | 1. kör | 1. kör           | 2. kör | 2. kör     | Negyeddöntő | Negyeddöntő      | Elődöntő | Elődöntő   | Döntő | Döntő      | Helyezés    |
| Versenyző                                                                             | Versenyszám       | Ellenfél Eredmény | Hely.            | Ellenfél Eredmény | Hely.      | Ellenfél Eredmény | Hely.            | Ellenfél Eredmény | Hely.      | Ellenfél Eredmény | Hely.      | Helyezés    |
| ------------------------------------------------------------------------------------- | ----------------- | --- | ---------------- | --- | ---------- | --- | ---------------- | --- | ---------- | --- | ---------- | ----------- |
| Jacques Debeur                                                                        | Tőr, egyéni       | 7. csoport · Juan Paladino (URU) · 5-4 · Brian Pickworth (NZL) · 5-1 · Viktor Zsdanovics (URS) · 2-5 · Attila Csipler (ROU) · 3-5 · Enrique González (ESP) · 3-5                                                                   | 4.               | kiesett | kiesett    | kiesett | kiesett          | kiesett | kiesett    | kiesett | kiesett    | helyezetlen |
| Franck Delhem                                                                         | Tőr, egyéni       | 3. csoport · Tănase Mureșanu (ROU) · 5-0 · Leif Klette (NOR) · 5-1 · Allan Jay (GBR) · 2-5 · Jean Cerottini (SUI) · 4-5 · Borisz Sztavrev (BUL) · 4-5                                                                              | 4.               | kiesett | kiesett    | kiesett | kiesett          | kiesett | kiesett    | kiesett | kiesett    | helyezetlen |
| André Verhalle                                                                        | Tőr, egyéni       | 12. csoport · Ion Drîmbă (ROU) · 5-4 · Carl Schwende (CAN) · 5-2 · Brian Hamilton (IRL) · 5-1 · Mohamed Ben Joullon (MAR) · 5-0 · Emilio Echeverry (COL) · 3-5 · Alberto Pellegrino (ITA) · nem vívtak                             | 3.               | 3. csoport · Joseph Paletta Jr. (USA) · 5-0 · Raúl Cicero (MEX) · 5-2 · Eberhard Mehl (EUA) · 3-5 · Fülöp Mihály (HUN) · 3-5 · Viktor Zsdanovics (URS) · nem vívtak                                    | 4.         | 1. csoport · Witold Woyda (POL) · 5-3 · Kamuti Jenő (HUN) · 5-2 · Bill Hoskyns (GBR) · 3-5 · Jurij Sziszikin (URS) · 1-5 · Mario Curletto (ITA) · 1-5 | 6.               | kiesett | kiesett    | kiesett | kiesett    | helyezetlen |
| Roger Achten                                                                          | Párbajtőr, egyéni | 2. csoport · José Ferreira (POR) · 5-4 · Kaj Czarnecki (FIN) · 5-1 · Hans Lagerwall (SWE) · 5-4 · Trần Văn Xuan (VIE) · 5-2 · Sákovics József (HUN) · nem vívtak                                                                   | 2.               | 2. csoport · Alberto Balestrini (ARG) · 5-3 · Brian Pickworth (NZL) · 5-3 · Sákovics József (HUN) · 5-6 · Alberto Pellegrino (ITA) · 3-5 · Wiesław Glos (POL) · 0-5                                    | 4.         | 4. csoport · Arnold Csarnusevics (URS) · 5-3 · Adalbert Gurath Jr. (ROU) · 5-3 · Dieter Fänger (EUA) · 5-4 · Armand Mouyal (FRA) · 5-6 · Sákovics József (HUN) · 3-5 · Rájátszás: · Armand Mouyal (FRA) · 6-5 · Arnold Csarnusevics (URS) · 5-3 · Sákovics József (HUN) · nem vívtak | 2. Rájátszás: 1. | 1. csoport · Kausz István (HUN) · 5-3 · Bruno Habārovs (URS) · 5-2 · Allan Jay (GBR) · 1-5 · Armand Mouyal (FRA) · 5-6 · Alberto Pellegrino (ITA) · 3-5 · Rájátszás: · Alberto Pellegrino (ITA) · 5-4 | 4.         | Döntő csoport · Yves Dreyfus (FRA) · 5-4 · Armand Mouyal (FRA) · 5-1 · Giovanni Battista Breda (ITA) · 5-3 · Giuseppe Delfino (ITA) · 6-7 · Allan Jay (GBR) · 4-5 · Bruno Habārovs (URS) · 4-5 · Sákovics József (HUN) · 2-5 | 5.         | 5.          |
| François Dehez                                                                        | Párbajtőr, egyéni | 5. csoport · Ralph Spinella (USA) · 5-1 · Leif Klette (NOR) · 5-3 · Giuseppe Delfino (ITA) · 2-5 · Paul Gnaier (EUA) · 1-5 · Kalevi Pakarinen (FIN) · 3-5 · Rájátszás: · Ralph Spinella (USA) · 5-4 · Kalevi Pakarinen (FIN) · 5-2 | 3. Rájátszás: 1. | 3. csoport · Dieter Fänger (EUA) · 3-5 · Göran Abrahamsson (SWE) · 1-5 · Guram Kosztava (URS) · 4-5 · Tabucsi Kazuhiko (JPN) · 1-5 · Giuseppe Delfino (ITA) · nem vívtak                               | 6.         | kiesett | kiesett          | kiesett | kiesett    | kiesett | kiesett    | helyezetlen |
| René Van Den Driessche                                                                | Párbajtőr, egyéni | 12. csoport · Antonio Almada (MEX) · 5-2 · Thomas Kearney (IRL) · 5-4 · Armand Mouyal (FRA) · 1-5 · Gábor Tamás (HUN) · 3-5 · Göran Abrahamsson (SWE) · 2-5 · Keith Hackshall (AUS) · 3-5                                          | 5.               | kiesett | kiesett    | kiesett | kiesett          | kiesett | kiesett    | kiesett | kiesett    | helyezetlen |
| Gustave Ballister                                                                     | Kard, egyéni      | 9. csoport · Michael Ron (ISR) · 5-3 · Mohamed Ben Joullon (MAR) · 5-0 · Gerevich Aladár (HUN) · 3-5 · Michael D'Asaro Sr. (USA) · 3-5 · Emeric Arus (ROU) · 2-5                                                                   | 4.               | kiesett | kiesett    | kiesett | kiesett          | kiesett | kiesett    | kiesett | kiesett    | helyezetlen |
| José Van Baelen                                                                       | Kard, egyéni      | 4. csoport · Josef Wanetschek (AUT) · 5-4 · Benito Ramos (MEX) · 5-2 · César de Diego (ESP) · 5-1 · Luis García (VEN) · 5-1 · Jerzy Pawłowski (POL) · 1-5                                                                          | 2.               | 2. csoport · Borisz Sztavrev (BUL) · 5-2 · Gerevich Aladár (HUN) · 1-5 · Wladimiro Calarese (ITA) · 1-5 · Jacques Roulot (FRA) · 3-5 · Alfonso Morales (USA) · 0-5                                     | 5.         | kiesett | kiesett          | kiesett | kiesett    | kiesett | kiesett    | helyezetlen |
| Marcel Van Der Auwera                                                                 | Kard, egyéni      | 10. csoport · Helmuth Resch (AUT) · 5-4 · Keith Hackshall (AUS) · 5-4 · Kárpáti Rudolf (HUN) · 1-5 · Joaquim Rodrigues (POR) · 3-5 · Rájátszás: · Helmuth Resch (AUT) · 3-5 · Joaquim Rodrigues (POR) · 5-1                        | 3. Rájátszás: 2. | 6. csoport · Allan Kwartler (USA) · 5-3 · Josef Wanetschek (AUT) · 5-3 · Ryszard Zub (POL) · 3-5 · David Tisler (URS) · 2-5 · Pierluigi Chicca (ITA) · 4-5 · Rájátszás: · Pierluigi Chicca (ITA) · 5-3 | 4.         | 2. csoport · Ryszard Zub (POL) · 5-4 · Alfonso Morales (USA) · 5-3 · Jakov Rilszkij (URS) · 1-5 · Roberto Ferrari (ITA) · 2-5 · Horváth Zoltán (HUN) · 2-5 | 5.               | kiesett | kiesett    | kiesett | kiesett    | helyezetlen |
| Jacques Debeur François Dehez Franck Delhem André Verhalle                            | Tőr, csapat       | 4. csoport · Szovjetunió (URS) · 1-9 · Japán (JPN) · 10-6 | 2.               | Nagy-Britannia (GBR) · 2-9 |            | kiesett |                  | kiesett |            | kiesett |            | =9.         |
| Roger Achten Jacques Debeur François Dehez Pierre Francisse René Van Den Driessche    | Párbajtőr, csapat | 7. csoport · Lengyelország (POL) · 8-8 · Spanyolország (ESP) · 9-7 | =1.              | Svédország (SWE) · 4-9 |            | kiesett |                  | kiesett |            | kiesett |            | =9.         |
| Gustave Ballister François Heywaert Roger Petit José Van Baelen Marcel Van Der Auwera | Kard, csapat      | 1. csoport · Magyarország (HUN) · 3-9 | 2.               | Franciaország (FRA) · 5-9 |            | kiesett |                  | kiesett |            | kiesett |            | =9.         |

Női
| Versenyző         | Versenyszám | Csoportkör | Csoportkör | Csoportkör | Csoportkör  | Csoportkör        | Csoportkör | Csoportkör        | Csoportkör | Helyezés    |
| Versenyző         | Versenyszám | 1. kör | 1. kör     | Negyeddöntő | Negyeddöntő | Elődöntő          | Elődöntő   | Döntő             | Döntő      | Helyezés    |
| Versenyző         | Versenyszám | Ellenfél Eredmény | Hely.      | Ellenfél Eredmény | Hely.       | Ellenfél Eredmény | Hely.      | Ellenfél Eredmény | Hely.      | Helyezés    |
| ----------------- | ----------- | --- | ---------- | --- | ----------- | ----------------- | ---------- | ----------------- | ---------- | ----------- |
| Jacqueline Appart | Tőr, egyéni | 1. csoport · Colette Flesch (LUX) · 4-3 · Carmen Vall (ESP) · 4-0 · Maria Nápoles (POR) · 4-1 · Rejtő Ildikó (HUN) · 1-4 · Heidi Schmid (EUA) · 0-4                                                        | 3.         | 3. csoport · Elżbieta Pawlas (POL) · 2-4 · Ecaterina Orb-Lazăr (ROU) · 2-4 · Gillian Sheen (GBR) · 2-4 · Dömölky Lídia (HUN) · 1-4 · Nina Kleijweg (NED) · 2-4 · Catherine Delbarre (FRA) · nem vívtak | 7.          | kiesett           | kiesett    | kiesett           | kiesett    | helyezetlen |
| Marie Melchers    | Tőr, egyéni | 7. csoport · Zus Undapp (INA) · 4-2 · Szabó Orbán Olga (ROU) · 0-4 · Nina Kleijweg (NED) · 3-4 · Antonella Ragno (ITA) · 1-4 · Wanda Fukała-Kaczmarczyk (POL) · nem vívtak                                 | 4.         | kiesett | kiesett     | kiesett           | kiesett    | kiesett           | kiesett    | helyezetlen |
| Claude Wallet     | Tőr, egyéni | 3. csoport · Johanna Winter (AUS) · 4-0 · Traudl Ebert (AUT) · 3-4 · Bruna Colombetti (ITA) · 1-4 · Christina Lagerwall (SWE) · 3-4 · Rosemarie Scherberger (EUA) · 1-4 · Norma Santini (VEN) · nem vívtak | 5.         | kiesett | kiesett     | kiesett           | kiesett    | kiesett           | kiesett    | helyezetlen |

## Vízilabda
| Belga férfi vízilabdacsapat-játékoskeret                               | Belga férfi vízilabdacsapat-játékoskeret      |
| ---------------------------------------------------------------------- | --------------------------------------------- |
| - Jacques Caufrier - Bruno De Hesselle - Karel De Vis - Roger De Wilde | - Nicolas Dumont - Léon Pickers - Jozef Smits |

### Eredmények
Csoportkör
D csoport
| Csapat                 | M | Gy | D | V | G+ | G– | Gk  | P |
| ---------------------- | - | -- | - | - | -- | -- | --- | - |
| Magyarország (HUN)     | 3 | 3  | 0 | 0 | 27 | 9  | +18 | 6 |
| Egyesült Államok (USA) | 3 | 2  | 0 | 1 | 17 | 13 | +4  | 4 |
| Franciaország (FRA)    | 3 | 1  | 0 | 2 | 10 | 23 | –13 | 2 |
| Belgium (BEL)          | 3 | 0  | 0 | 3 | 8  | 17 | –9  | 0 |

| 1960. augusztus 26. 11:00 | Franciaország (FRA) | 3 – 2 | Belgium (BEL) |  |
| 1960. augusztus 26. 11:00 | (1 – 1)             |       |               |  |
| 1960. augusztus 26. 11:00 |                     |       |               |  |

| 1960. augusztus 27. 22:50 | Magyarország (HUN) | 9 – 4 | Belgium (BEL) |  |
| 1960. augusztus 27. 22:50 | (6 – 3)            |       |               |  |
| 1960. augusztus 27. 22:50 |                    |       |               |  |

| 1960. augusztus 29. 10:00 | Egyesült Államok (USA) | 5 – 2 | Belgium (BEL) |  |
| 1960. augusztus 29. 10:00 | (3 – 2)                |       |               |  |
| 1960. augusztus 29. 10:00 |                        |       |               |  |

| Csapat        | Helyezés |
| ------------- | -------- |
| Belgium (BEL) | 16.      |